# Comté de Swift
Le comté de Swift (en anglais : Swift County) est un comté situé dans l’État du Minnesota. Lors du recensement de 2000, sa population s’élevait à 11 956 habitants. Son siège est Benson.

## Géographie
D’après le bureau de recensement, le comté a une superficie de 1 949 km² (752 mi²), dont 1 926 km² (744 mi²) sont de terre.

### Autoroutes
| - U.S. Highway 12 - U.S. Highway 59 - Minnesota State Highway 7 - Minnesota State Highway 9 | - Minnesota State Highway 29 - Minnesota State Highway 119 |

### Comtés adjacents
| Nord-Ouest : Stevens County        |                        | Nord-Est : Pope County  |
| Ouest: Comté de Big Stone          | Comté de Swift         | Est: Comté de Kandiyohi |
| Sud-ouest : Comté de Lac qui Parle | Sud: Comté de Chippewa |                         |

## Démographie

Pyramide des âge d'après le recensement de 2000.

D'après un recensement de 2000, il y avait 11 956 habitants du comté, 4 353 ménages, et 2 881 familles résident dans le comté. La densité de répartition des habitants était de 7,75/km² (16/mi²). La répartition ethnique était 90,67 % de Blancs, 2,69 % d'Afro-Américains, 1,52 % d’insulaires du Pacifique, 1,43 % d'Asiatiques, 0,50 % d'Amérindiens et 1,40 % d’autres races. 2,68 % de la population avait des origines hispaniques.
Sur les 4 353 ménages, 30 % avaient des enfants de moins de 18 ans vivant avec eux, 56,90 % étaient des couples mariés, 6,10 % sont des couples sans maris présent, et 33,80 % ne sont pas des familles. 30,90 % des ménages étaient composés d'une personne dont 17,60 % de personnes de plus de 65 ans. Il y a 23 % de la population qui a moins de 18 ans, 7,30 % de 18 à 24 ans, 29,60 % de 25 à 44 ans, 21,60 % de 45 à 64 ans et 18,50 % de 65 ans ou plus. L’âge moyen du comté est de 39 ans. Pour 100 femmes il y a 120,6 hommes. Pour 100 femmes de 18 ans ou plus il y a 124,6 hommes.
Le revenu moyen des ménages du comté est de 34 820 $, et d’une famille de 44 208 $. Les hommes ont un revenu moyen de 29 362 $, contre 21 667 $ pour les femmes. Près de 5,30 % des familles et 8,40 % de la population vivent sous le seuil de pauvreté, dont 6,90 % qui ont de moins de 18 ans et 13,80 % qui ont de 65 ans ou plus.

## Villes
| Villes                                                                               |
| ------------------------------------------------------------------------------------ |
| - Appleton - Benson - Clontarf - Danvers - De Graff - Holloway - Kerkhoven - Murdock |

## Référence
- (en) Cet article est partiellement ou en totalité issu de l’article de Wikipédia en anglais intitulé « Swift County, Minnesota » (voir la liste des auteurs).

## Compléments